# ردکلیف کمرا
ردکلیف کمرا (به انگلیسی: Radcliffe Camera) ساختمانی است در آکسفورد، انگلستان. این ساختمان توسط جیمز گیبس طراحی و در سال‌های ۱۷۳۷–۱۷۴۹ ساخته شده‌است.